# Fuerzas Unidas por Nuestros Desaparecidos
Fuerzas Unidas por Nuestros Desaparecidos es el nombre bajo el cual se agrupan varias organizaciones mexicanas de familiares de personas desaparecidas como consecuencia de la estrategia de seguridad emprendida por el expresidente Felipe Calderón a la que se ha denominado «guerra contra el narcotráfico». Uno de sus principales objetivos es la búsqueda y localización de familiares desaparecidos.

## Historia

### FUUNDEC
Fuerzas Unidas por Nuestros Desaparecidos en Coahuila (FUUNDEC) es un movimiento social integrado por familiares de personas desaparecidas en Coahuila, México, que nació el 19 de diciembre de 2009 en Saltillo, Coahuila, como consecuencia de la organización de los familiares ante la deficiente respuesta que la Fiscalía General del estado de Coahuila les había presentado de forma individual. Al momento del nacimiento de FUUNDEC había denunciadas 21 desapariciones en Coahuila.
El Centro Diocesano para los Derechos Humanos «Fray Juan de Larios» A.C., fundado por Raúl Vera López obispo de la Diócesis de Saltillo, Coahuila y dirigido por la defensora de derechos humanos Blanca Martínez Bustos, fue quien brindó ayuda a los familiares de FUUNDEC.
Entre los fundadores se encuentra Jorge Verástegui González, hermano de Antonio Verástegui González y tío de Antonio de Jesús Verástegui Escobedo, desaparecidos el 24 de enero de 2009 en Parras de la Fuente, Coahuila a manos un grupo de civiles armados.
Tras analizar la situación que originaba las desapariciones se dieron cuenta de que existían factores similares en los distintos casos y perfiles que indicaban que se trataba de una problemática general y sistemática que debería de ser atendida de forma integral con un programa de búsqueda emergente.

### FUNDEM
Fuerzas Unidas por Nuestros Desaparecidos/as en México

### Fuerzas Unidas por Nuestros Desaparecidos en Nuevo León
Fuerzas Unidas por Nuestros Desaparecidos Nuevo León nació primero como la asociación «LUPA» (Lucha por Amor, Verdad y Justicia).  En sus primeras manifestaciones, presentaron pañuelos bordados con los nombres de las víctimas, en verde para los desaparecidos, y en rojo para los muertos o para, como ellos consideraban, las personas que fueron asesinadas. De ahí surgió el movimiento «Bordando por la Paz».
Su portavoz es Irma Leticia Hidalgo, madre de Roy Rivera Hidalgo, quien fue privado de su libertad el 11 de enero de 2011. Dos años más tarde «Yo busco a Roy» o «Yo también busco a Roy» fue una campaña viral en Facebook y Twitter, para exigir una solución a su caso.
FUNDENL, es una organización Autónoma pero articulada con las demás organizaciones FUUNDEC - FUNDEM